# Michael Monroe

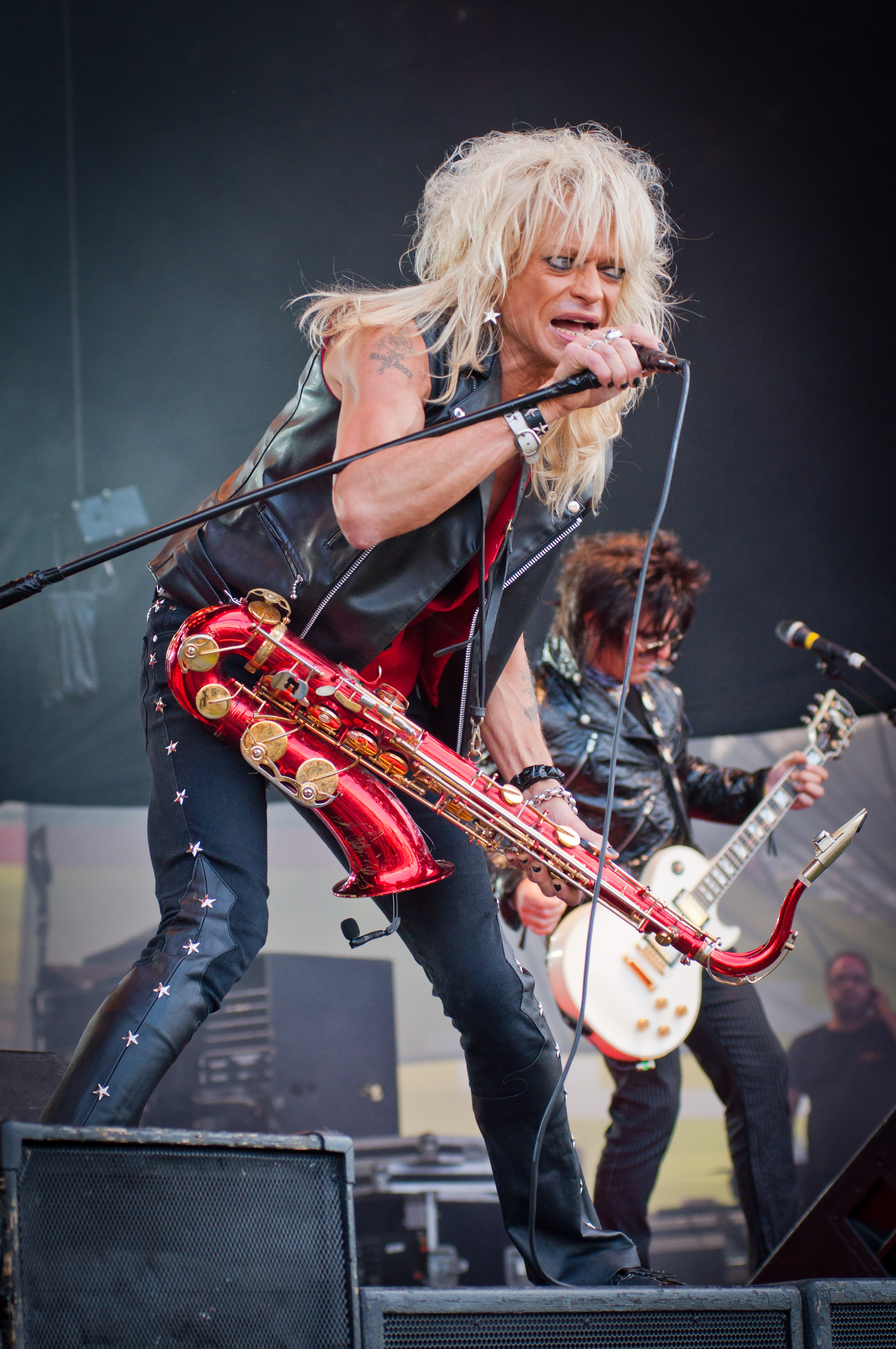
Michael Monroe, 2011

Michael Monroe (eigentlich Matti Antero Kristian Fagerholm; * 17. Juni 1962 in Helsinki) ist ein finnischer Rockmusiker und bekannt als Sänger der Gruppe Hanoi Rocks. Als seine Markenzeichen gelten blondierte Haare, feminines Makeup und modische Outfits.

## Leben und Wirken
Neben Hanoi Rocks, deren größte Hits Tragedy, Up Around the Bend (CCR Cover), Don’t You Ever Leave Me, Million Miles Away und People Like Me waren, ist Monroe ebenfalls als Solokünstler aktiv.
Als Gastmusiker war er u. a. auf den Guns n’ Roses Platten Use Your Illusion I und The Spaghetti Incident? zu hören. Zudem spielte er auf dem Album „Kylmä Maailma“ des finnischen Künstlers Mikko Herranen Mundharmonika und Saxophon. Weiterhin spielte er Saxophon bei dem Lied „Like a Bee to the honey“ der Band Lordi von 2020.
Mit den Mitgliedern der amerikanischen Glam-Metal-Band Mötley Crüe verbindet ihn eine enge Freundschaft, ebenso mit Sänger Axl Rose von Guns n’ Roses. Im Musikvideo zum Song Dead, Jail or Rock'n'Roll, der sich auf seinem Album Not Fakin' It von 1989 befindet, steht Michael Monroe gemeinsam mit Axl Rose auf einer Bühne. Früher suchte Monroe, wenn er mit Freunden ausging, stets die Damentoilette auf, um sich dort vor dem Spiegel schminken zu können und Männern zu entgehen, die ihn auf der Herrentoilette wegen des Make-ups häufig anpöbelten und als Schwuchtel beschimpften. Michael Monroe ist nicht trans, ihm gefällt es lediglich, sich glamourös zu stylen.

## Diskografie – Soloprojekte

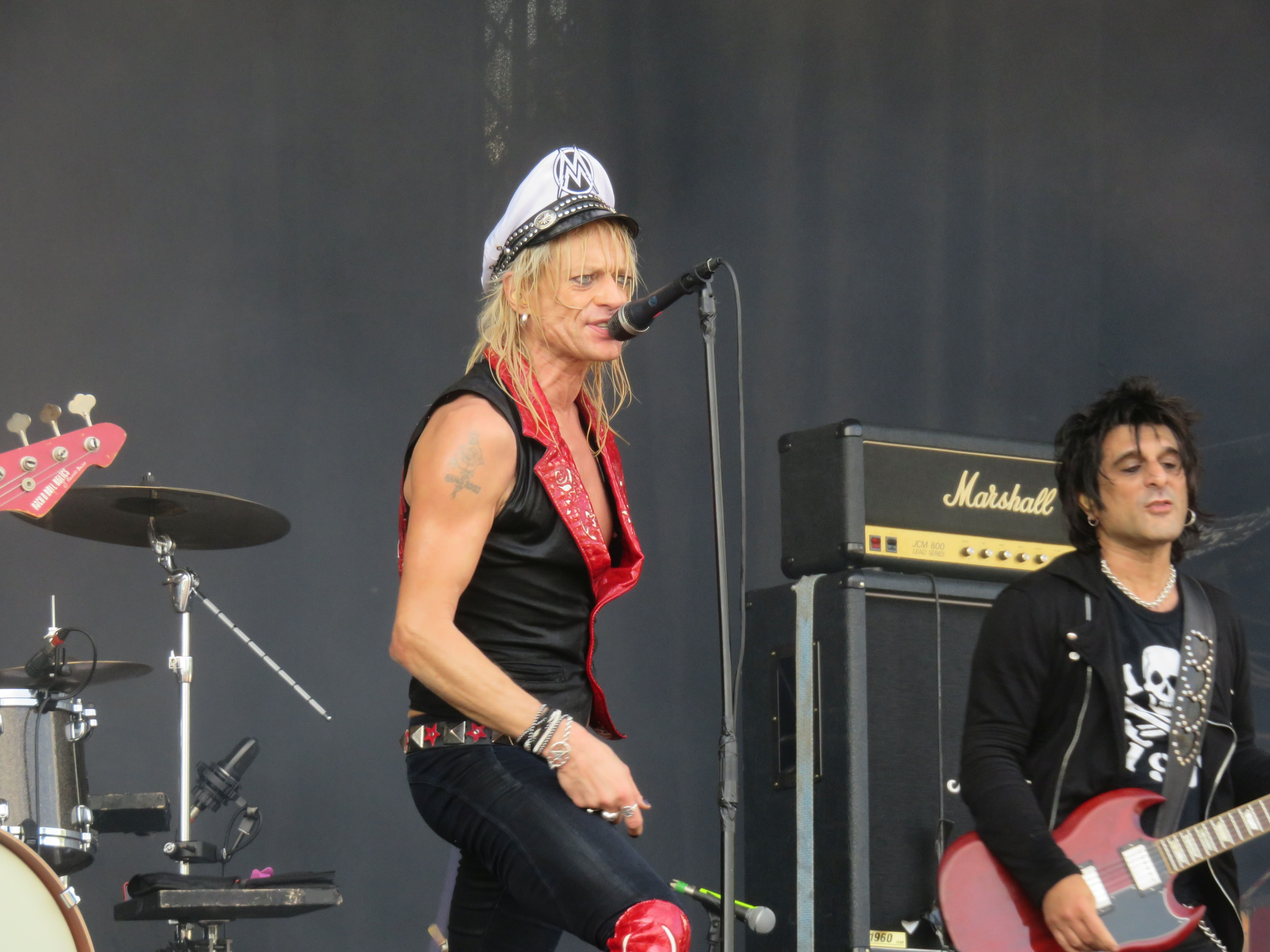
Michael Monroe auf dem Ruhrpott Rodeo Festival (2016)

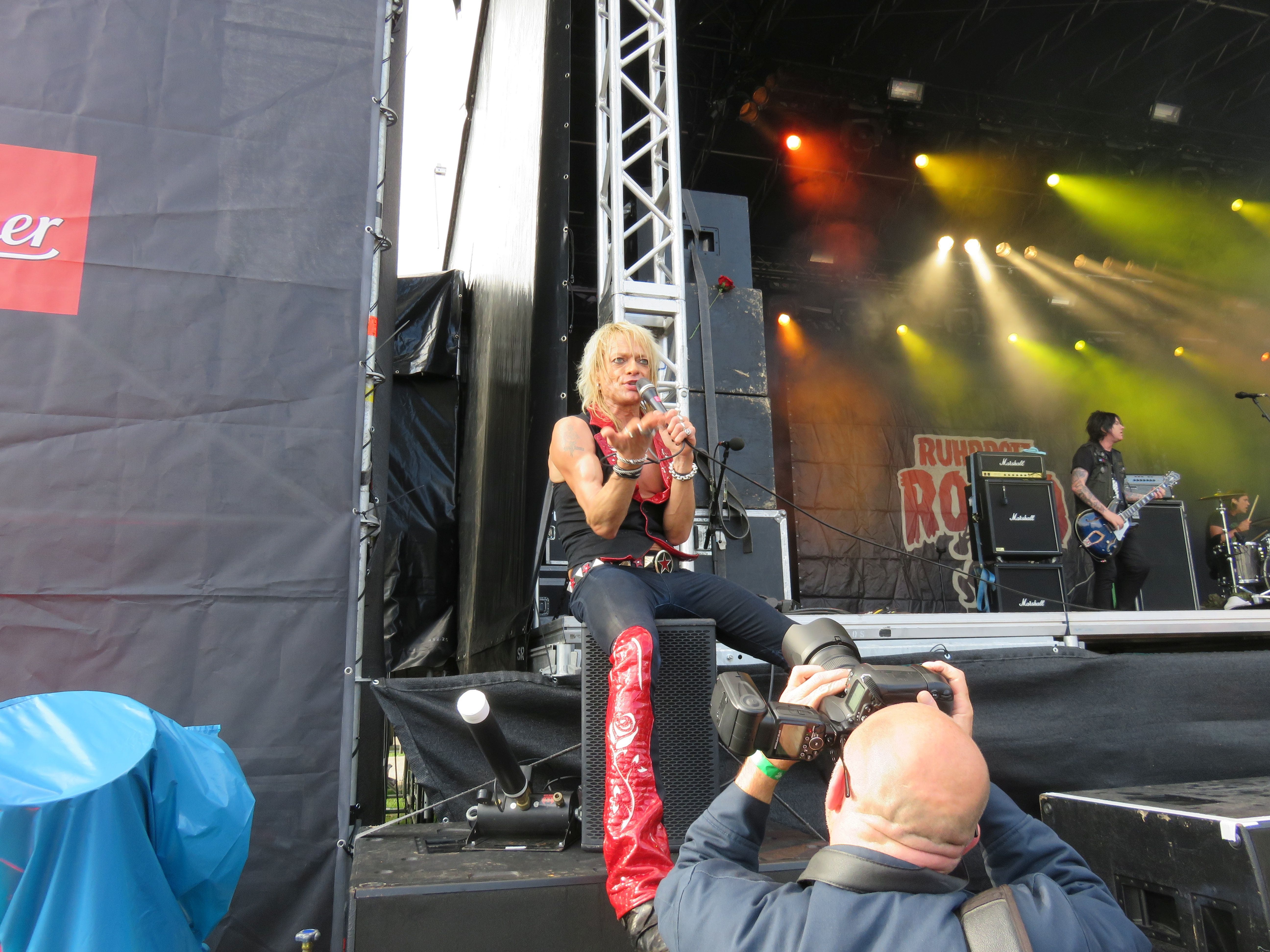
Michael Monroe (2016)

### Alben
| Jahr | Titel                           | Höchstplatzierung, Gesamtwochen, AuszeichnungChartplatzierungen (Jahr, Titel, Platzierungen, Wochen, Auszeichnungen, Anmerkungen) | Höchstplatzierung, Gesamtwochen, AuszeichnungChartplatzierungen (Jahr, Titel, Platzierungen, Wochen, Auszeichnungen, Anmerkungen) | Anmerkungen                            |
| Jahr | Titel                           | FI | CH | Anmerkungen                            |
| ---- | ------------------------------- | --- | --- | -------------------------------------- |
| 1996 | Peace of Mind                   | FI30 (4 Wo.)FI | — |                                        |
| 1999 | Life Gets You Dirty             | FI25 (1 Wo.)FI | — | Erstveröffentlichung: 12. Oktober 1999 |
| 2003 | Whatcha Want                    | FI13 (2 Wo.)FI | — | Erstveröffentlichung: 21. Januar 2003  |
| 2010 | Another Night in the Sun – Live | FI21 (1 Wo.)FI | — | Erstveröffentlichung: 5. Oktober 2010  |
| 2011 | Sensory Overdrive               | FI1 Gold · (22 Wo.)FI | — | Erstveröffentlichung: 14. März 2011    |
| 2013 | Horns and Halos                 | FI1 (10 Wo.)FI | — | Erstveröffentlichung: 23. August 2013  |
| 2013 | Blackout States                 | FI5 (7 Wo.)FI | — | Erstveröffentlichung: 9. Oktober 2015  |
| 2017 | Best of                         | FI9 (2 Wo.)FI | — | Erstveröffentlichung: 7. Juli 2017     |
| 2019 | One Man Gang                    | FI2 (3 Wo.)FI | — | Erstveröffentlichung: 18. Oktober 2019 |
| 2022 | I Live Too Fast To Die Young    | FI2 (2 Wo.)FI | CH76 (1 Wo.)CH | Erstveröffentlichung: 10. Juni 2022    |

Weitere Alben
- 1987: Nights Are So Long
- 1989: Not Fakin’ It
- 1992: Jerusalem Slim/Jerusalem Slim (mit Steve Stevens)
- 1994: Demolition 23/Demolition 23
- 1998: Jerusalem Slim/JS The Demos
- 2002: Take Them and Break Them

### Singles
| Jahr | Titel Album               | Höchstplatzierung, Gesamtwochen, AuszeichnungChartsChartplatzierungen (Jahr, Titel, Album, Platzierungen, Wochen, Auszeichnungen, Anmerkungen) | Anmerkungen                         |
| Jahr | Titel Album               | FI | Anmerkungen                         |
| ---- | ------------------------- | --- | ----------------------------------- |
| 2004 | Renegades (Funk You Up) – | FI5 (6 Wo.)FI | Beats And Styles vs. Michael Monroe |
| 2006 | Ocean Wave –              | FI7 (4 Wo.)FI | Beats And Styles vs. Michael Monroe |